# Fouad Sedrati
Pour les articles homonymes, voir Sedrati.
Fouad Sedrati (en arabe : فؤاد سدراتي) est un footballeur algérien né le 1er août 1976 à Constantine. Il évoluait au poste de défenseur central.

## Biographie
Il évolue en première division algérienne avec les clubs phare de la ville de Constantine, le CS Constantine et le MO Constantine. Il dispute 58 matchs en inscrivant deux buts en Ligue 1.

## Palmarès
CS Constantine
- Championnat d'Algérie D2 (1) :
  - Champion : 2003-04.